# Nederduitse Gereformeerde Kerk (Otjiwarongo)
De Nederduitse Gereformeerde Kerk van Otjiwarongo is een kerkgebouw van de Nederduitse Gereformeerde Kerk in Otjiwarongo (een stad in het noorden van Namibië) gebouwd in 1929.
Het gebouw wordt voor kerkdiensten gebruikt door de 'NG gemeente Otjiwarongo', vroeger de gemeente Moria geheten. Deze gemeente is opgericht in 1902 in het toenmalige Duits-Zuidwest-Afrika. Het is de op een na oudste gemeente van de Nederduitse Gereformeerde Kerk in Namibië. Die oudste gemeente in het land is de gemeente in Mariental, gesticht in 1898. Vooral in de beginjaren was de gemeente zeer eenzaam. Kaapstad ligt op meer dan 1.700 km afstand. In 1925 kwam de eerste predikant naar de gemeente. Niet lang daarna werden plannen gemaakt voor de bouw van een kerk.
Op 23 februari 1929 werd de hoeksteen gelegd van de nieuwe kerk, de eerste stenen kerk in het dorp. De kerk werd opgetrokken uit rode bakstenen en werd voorzien van een relatief hoge toren. De kerk was een van de eerste stenen gebouwen in de wijde omgeving. De Europese bouwstijl wijkt sterk af van de meer traditioneel Afrikaanse bouwwerken in deze streken.

## Predikanten
- Frederick Johan Wilhelm Koch, 1925-1939
- Igantius Christiaan Schutte, 1940-1945
- Cornelius Albertus Coetzee Gagiano, 1946-1956
- Petrus Swart, 1956-1960
- Dirk Johannes Malan, 1958-1961
- Hermanus Johannes Klem, 1967-1974
- Frederick Adriaan Henning, 1975-1994
- Andries Johannes Jacobus (Dries) Burger, 1995-2002